# Bundesstaatliche Pädagogische Bibliothek bei der Bildungsdirektion für Niederösterreich
Die Bundesstaatliche Pädagogische Bibliothek bei der Bildungsdirektion für Niederösterreich (PBN) war bis zum 29. Februar 2024 eine öffentlich zugängliche, wissenschaftliche Fachbibliothek in St. Pölten. Eine Expositur der Bibliothek befand sich in Baden bei Wien an der Pädagogischen Hochschule Niederösterreich.
Die PBN war Mitglied im Verbund für Bildung und Kultur (VBK), der wiederum Teil des Österreichischen Bibliothekenverbundes (OBV) ist.

## Bestand und Sammelschwerpunkte
Der Bestand umfasste Print- und E-Medien aus dem Bereich der Humanwissenschaften. Der Sammelschwerpunkt lag auf dem Gebiet der Pädagogik mit besonderer Spezialisierung auf Sonder- und Heilpädagogik. Daneben wurden Medien aus den Nachbargebieten der Pädagogik gesammelt wie Psychologie, Soziologie, Soziale Arbeit und Kulturwissenschaften.
Sämtliche Medien konnten über das Suchportal des VBK recherchiert, bestellt oder gegebenenfalls heruntergeladen werden.

## Aufgaben und Zielgruppe
Zu den wesentlichen Aufgaben der PBN zählten die Erwerbung, Erschließung sowie Bereitstellung von aktueller Fachliteratur für ein Fachpublikum sowie eine interessierte Öffentlichkeit. Die Hauptzielgruppe der Bibliothek waren Pädagoginnen und Pädagogen sowie Pädagogik-Studierende.